# Оливейра, Мануэль Антонио Витал де
Мануэль Антонио Витал де Оливейра (порт. Manoel Antônio Vital de Oliveira; 28 сентября 1829 — 2 февраля 1867) — бразильский военно-морской офицер, также геодезист, известный как «отец бразильской гидрографии».

## Биография
Родился 28 сентября 1829 в Ресифи, штат Пернамбуку, в семье Антониу Витал де Оливейра и его жены Донны Джоанны Флоринды де Гужман Лобо Витал.
Мануэль окончил в 1843 году военно-морское училище в Рио-де-Жанейро и стал мичманом в 1845 году. В феврале 1849 года он участвовал в подавлении восстания в Прайэйре, приняв участие в битве в своем родном городе Ресифи. В декабре 1849 года был повышен до звания младшего лейтенанта, а в 1854 году стал лейтенантом.
Первое геодезическое исследование Витала де Оливейры было посвящено побережью Бразилии между Питимбу и Марагожи на военном шлюпе Parahybano. Карта этого исследования сопровождалась подробным описанием. В 1858 году он опубликовал карту кораллового атолла Рокас в Южной Атлантике. В 1862 году де Оливейра опубликовал пять карт, охватывающих побережье от Мосоро до реки Сан-Франсиску. Эти карты были в 1864 году переизданы как карты United Kingdom Admiralty.
В 1862 году министр военно-морского флота Иоахим Раймундо де Ламаре решил заказать полную карту бразильского побережья и назначил Витала де Оливейру, тогда командующего судном Ipiranga, начать предварительную работу над этим. Однако реализация этого проекта была прерваны начавшейся Парагвайской войной, и Гидрографическая служба Бразилии была сформирована только в 1876 году.
Первым заданием де Оливейры во время Парагвайской войны было путешествие во Францию, чтобы получить броненосец Nemesis и доставить его в Бразилию (в 1866 году). Пересекая Атлантику, он столкнулся с бурной погодой, но благополучно привел корабль в Рио-де-Жанейро. Судно было переименовано в Silvado и вступилj в войну под командованием Витала де Оливейры, который был повышен 21 января 1867 года в чине до пост-капитана (устаревшая альтернативная форма звания капитана в Королевском флоте). 2 февраля бразильский флот, с броненосцем Silvado в качестве флагмана, начал бомбардировку укреплений при Курупайти. Витал де Оливейра был убит, руководя сражением с мостика своего корабля.

## Заслуги и память
- В числе наград Мануэля Антонио Витала де Оливейры: командор ордена Христа, кавалер ордена Почётного легиона, кавалер ордена Святых Маврикия и Лазаря, офицер ордена Розы.
- Витал де Оливейра был назван Покровителем гидрографии Мариньи (Patrono da Hidrografia da Marinha) указом от 21 января 1976 года. Дата его рождения отмечается в Бразилии как «День гидрографа».
- В его честь были названы три корабля:
  - Корвет «Витал де Оливейра», который был первым бразильским судном, совершившим кругосветное плавание в 1876 году.
  - Транспортное судно «Витал де Оливейра», потопленное торпедной атакой немецкой подводной лодки 20 июля 1944 года (обнаружено в феврале 2025 года[6][7]).
  - Научно-исследовательское судно «Витал де Оливейра», вступившее в эксплуатацию в 2015 году.